# Ozma d'Oz
Ozma d'Oz: Un registre de les seves aventures amb Dorothy Gale de Kansas, Billina la Gallina groga, l'Espantaocells, el Llenyataire de Llauna, Tik-Tok, el Lleó Covard i el tigre famolenc; A més d'altra bona gent massa nombrosa per esmentar. Publicada el 30 de juliol de 1907, va ser el tercer llibre de L.Frank Baum de la saga dels llibres d'Oz. Va ser la primera en què es proposava clarament una sèrie de llibres d'Oz.
És el primer llibre d'Oz, on la major part de l'acció es porta a terme fora de la Terra d'Oz. Només els dos últims capítols tenen lloc en si mateix a Oz Això reflecteix un canvi subtil en el tema: en el primer llibre, Oz és la perillosa terra a través del qual Dorothy ha de guanyar el seu camí de retorn a Kansas; en el tercer, Oz és la fi i l'objectiu del llibre el desig de Dorothy a tornar a casa no és tan desesperat com en el primer llibre, i és la necessitat del seu oncle per a ella en lloc de la d'ella per a ell que fa el seu retorn.
S'il·lustra llarg de color per l'artista John R. Neill.
El llibre portava la següent dedicatòria: "A tots els nens i nenes que llegeixen les meves històries - i en especial als Dorothys - Aquest llibre està dedicat amb amor."